# It's a Wild Life
It's a Wild Life é um filme mudo em curta-metragem norte-americano de 1918, do gênero comédia, dirigido por Gilbert Pratt e estrelado por Harold Lloyd.

## Elenco

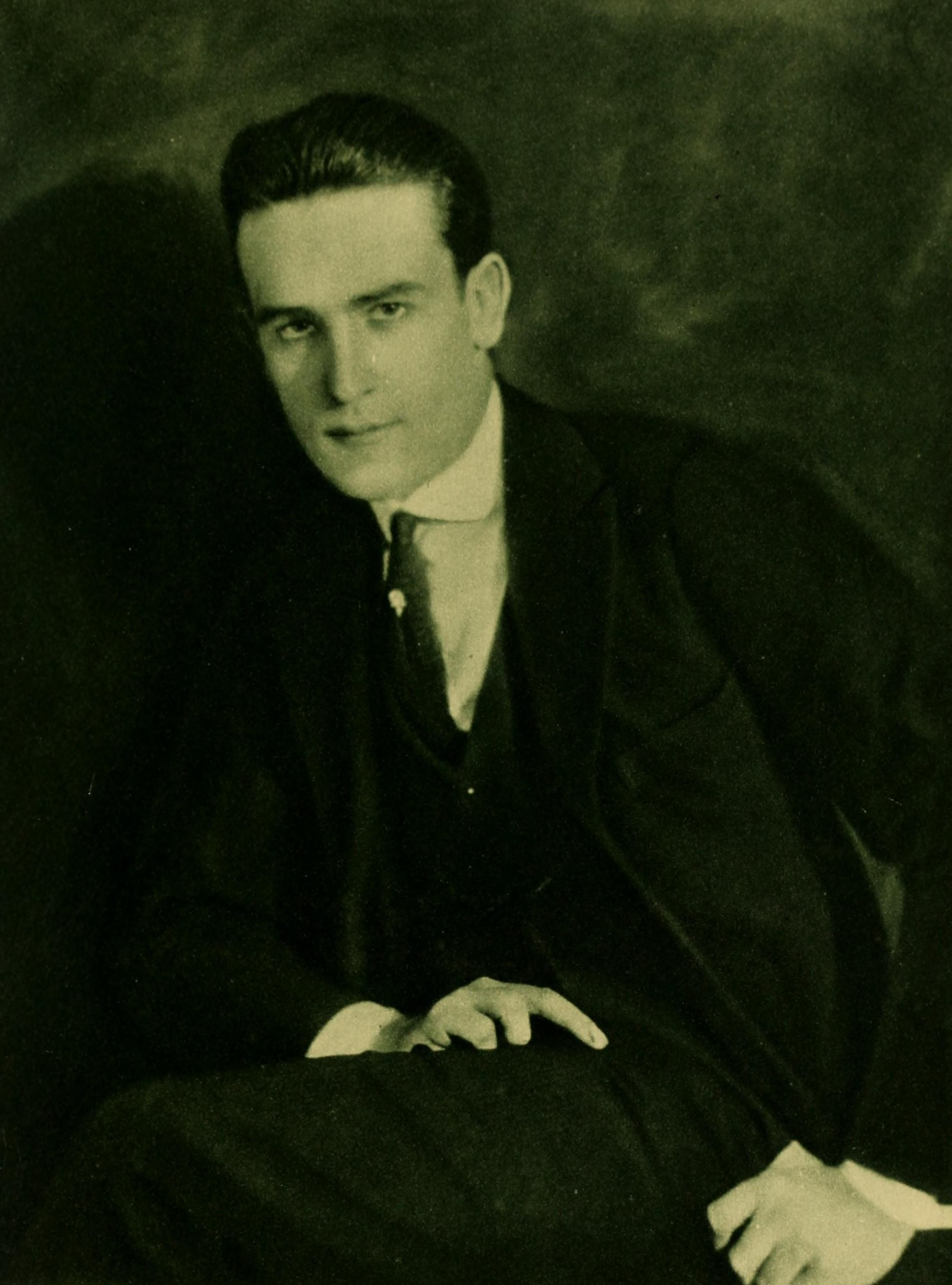
Harold Lloyd

- Harold Lloyd
- Snub Pollard
- Bebe Daniels
- William Blaisdell
- Sammy Brooks
- Lige Conley - (como Lige Cromley)
- Helen Gilmore
- Lew Harvey
- Bud Jamison
- Fred C. Newmeyer
- James Parrott
- Charles Stevenson